# 中铁五局
中铁五局集团有限公司，注册地位于贵阳，隶属于中国铁路工程集团的上市公司中国中铁。业务性质为铁路、公路、市政。2017年，公司总资产429.35亿元，净资产64.57亿元，净利润7.00亿元。

## 歷史
1979年1月1日，据铁道部党组1978年12月1日通知，铁道部第二铁路工程局分建为第二、第五两个工程局。分建后的铁五局机关驻贵阳。

## 参建工程

### 铁路
- 成渝铁路
- 川黔铁路
- 成昆铁路
- 贵昆铁路
- 湘黔铁路
- 黔桂铁路
- 枝柳铁路
- 京广铁路
- 京九铁路
- 南昆铁路
- 株六铁路
- 秦沈铁路
- 西南铁路
- 青藏铁路
- 武广铁路

等

### 公路
- 成渝高速公路
- 济泰高速公路
- 徽杭高速公路
- 渝邻高速公路
- 京沪高速公路
- 京珠高速公路
- 秦岭终南山公路特长隧道

### 地铁
- 上海地铁、南京地铁、广州地铁、深圳地铁、北京地铁、沈阳地铁
- 上海轻轨、大连轻轨

### 机场
- 武汉天河国际机场
- 桂林两江国际机场
- 广州白云国际机场

### 水利工程
- 上海黄浦江上游引水、云南引洱入滨、贵阳引水、昆明掌鸠河引水、都江堰拦水大坝、洪家渡水电站、索风营水电站等。